# Grove Street Games
Grove Street Games (voorheen War Drum Studios LLC) is een Amerikaanse videogameontwikkelaar gevestigd in Gainesville, Florida. De studio werd in oktober 2007 opgericht door Thomas Williamson en Michael Owen. Het bedrijf staat bekend om het porten van games naar mobiele platforms, waaronder verschillende ports op basis van Rockstar Games- eigendommen. 
Grove Street Games werd opgericht als War Drum Studios door Thomas Williamson en Michael Owen. Williamson was de technologiedirecteur voor Artificial Studios en Owen een programmeur bij Gainesville Regional Utilities. Nadat Williamson Artificial Studios in 2007 verliet, richtten hij en Owen op 1 oktober 2007 War Drum Studios op in Gainesville. Ze werden achtereenvolgend Chief Executive Officer en Chief Technology Officer. Het bedrijf begon eerst met contractwerk, waar ze begonnen met het overzetten van Ghostbusters: The Video Game van de Wii naar de PlayStation 2. In augustus 2011 had War Drum Studios vijf medewerkers. Rond die tijd ontwikkelde het bedrijf een origineel spel, Chess: Revolution, met ook gratis DLC genaamd Little Green Robots, met de mascotte van het Android- besturingssysteem als schaakstukken .  
In 2019 benoemde War Drum Studios Morgan Hughes tot Chief Operating Officer. Hughes was in 2008 als stagiair bij het bedrijf gekomen en was sinds 2010 Art Director. In augustus 2020 veranderde War Drum Studios in Grove Street Games, en nam de naam aan van de Grove Street-buurt van Gainesville, waar het bedrijf was gevestigd. Later dat jaar werd het bedrijf lid van de Coalition for App Fairness. 

## Ontwikkelde Games
| Jaar | Titel                                                  | Platform(s)                                                                                               | Uitgever(s)           | Opmerkingen:                                                 |
| ---- | ------------------------------------------------------ | --- | --------------------- | ------------------------------------------------------------ |
| 2009 | Ghostbusters: The Video Game                           | Playstation 2                                                                                             | Atari                 | Geporteerd                                                   |
| 2010 | Lucha Libre AAA: Héroes del Ring                       | PlayStation 3, Xbox 360                                                                                   | Slang                 | Assisteerde bij de ontwikkeling van de multiplayer-component |
| 2010 | History Great Battles Medieval                         | Android, iOS, PlayStation 3, Xbox 360                                                                     | Slitherine Software   | Geporteerd                                                   |
| 2011 | Monster Madness                                        | Android                                                                                                   | SouthPeak Games       | Geporteerd                                                   |
| 2011 | Red Orchestra 2: Heroes of Stalingrad                  | Microsoft Windows                                                                                         | Tripwire Interactive  | Extra programmering                                          |
| 2011 | Grand Theft Auto III: 10 Year Anniversary Edition      | Android, Fire OS, iOS                                                                                     | Rockstar Games        | Geporteerd                                                   |
| 2012 | Max Payne Mobile                                       | Android, iOS                                                                                              | Rockstar Games        | Geporteerd                                                   |
| 2012 | Auralux                                                | Android, iOS                                                                                              | War Drum Studios      | Geporteerd                                                   |
| 2012 | Grand Theft Auto: Vice City 10th Anniversary Edition   | Android, Fire OS, iOS                                                                                     | Rockstar Games        | Geporteerd                                                   |
| 2013 | The Conduit HD                                         | Android                                                                                                   | High Voltage Software | Geporteerd                                                   |
| 2013 | Grand Theft Auto: San Andreas                          | Android, Fire OS, iOS, PlayStation 3, Windows Phone, Xbox 360                                             | Rockstar Games        | Geporteerd                                                   |
| 2014 | Grand Theft Auto: Chinatown Wars                       | Android, Fire OS, iOS                                                                                     | Rockstar Games        | Geporteerd                                                   |
| 2015 | Turtle Tumble                                          | Android, iOS                                                                                              | War Drum Studios      |                                                              |
| 2016 | Auralux: Constellations                                | Android, iOS, Microsoft Windows                                                                           | War Drum Studios      |                                                              |
| 2016 | Bully: Anniversary Edition                             | Android, iOS                                                                                              | Rockstar Games        | Geporteerd                                                   |
| 2018 | Ark: Survival Evolved                                  | Android, iOS                                                                                              | Studio Wildcard       | Geporteerd                                                   |
| 2021 | Grand Theft Auto: The Trilogy – The Definitive Edition | Android, iOS, Microsoft Windows, Nintendo Switch, PlayStation 4, PlayStation 5, Xbox One, Xbox Series X/S | Rockstar Games        |                                                              |